# Rhyparus sinewitensis
Rhyparus sinewitensis är en skalbaggsart som beskrevs av Zdzisława Stebnicka 1998. Rhyparus sinewitensis ingår i släktet Rhyparus och familjen Aphodiidae. Inga underarter finns listade i Catalogue of Life.